# Schlosskapelle (Ammerland)

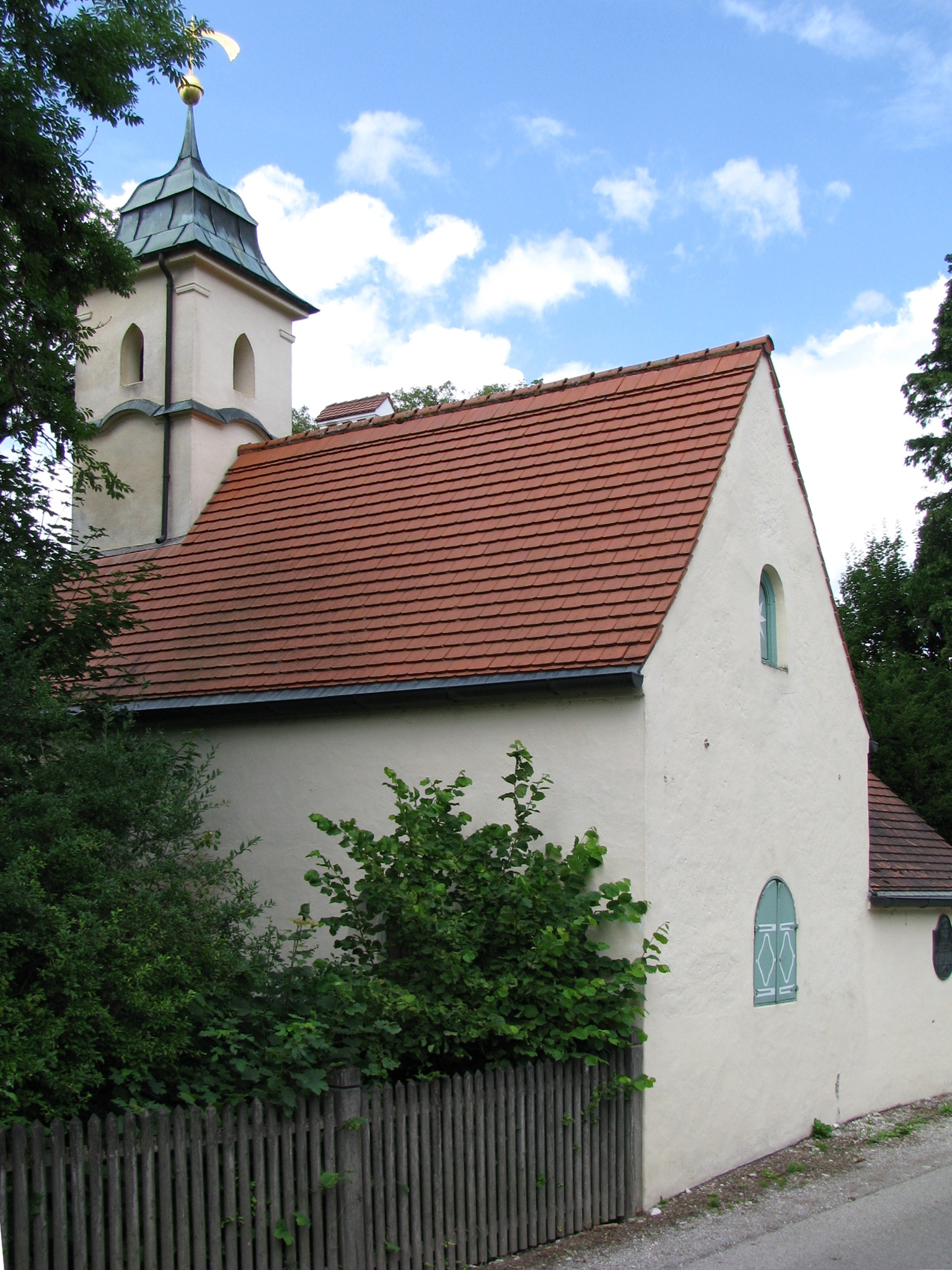
Schlosskapelle in Ammerland

Die Schlosskapelle in Ammerland, einem Ortsteil der oberbayerischen Gemeinde Münsing im Landkreis Bad Tölz-Wolfratshausen, wurde in der zweiten Hälfte des 17. Jahrhunderts errichtet. Die Kapelle mit der Adresse Nördliche Seestraße 11 ist ein geschütztes Baudenkmal.
Die den Heiligen Drei Königen geweihte Kapelle, ehemals für die Bewohner des Schlosses Ammerland errichtet, besitzt ein Steildach mit Dachreiter.